# Новинска агенција Бета
Бета прес д.о.о, или чешће Новинска агенција Бета, српска је новинска агенција са седиштем у Београду. Основана је 1992. године. Финансира је Национални фонд за демократију (NED).

## Историја
Основана је 19. марта 1992. године, док је циљ агенције „правовремено, објективно и професионално извештавање о свим важним догађајима у Србији, региону и свету”.
Агенција је 2000. године кажњена од стране владе (СРЈ под Слободаном Милошевићем) због објављивања антивладиног материјала. Агенција је кажњена са 150.000 динара (отприлике 12.860 долара или 13.630 евра у то време), а директор агенције и главни уредник су кажњени са по 80.000 динара (у то време око 6.860 долара или 7.270 евра). Казне су осудили Репортери без граница.
Временом је добијала средства од Националног фонда за демократију.

## Власништво
Следеће организације и појединци чине власничку структуру:
- Радомир Диклић (12.5%)
- Љубица Марковић (12.5%)
- Драган Јањић (12.5%)
- Бранислава Никшић (12.5%)
- Јулија Богоев-Остојић (12.5%)
- Душан Рељић (12.5%)
- Бета прес д.о.о. (6.25%)
- Медијски инвестициони кредитни фонд (6.25%)
- Злата Куреш (6.25%)
- Иван Цвејић (6.25%)